# Liste der Kulturdenkmale in Husby
In der Liste der Kulturdenkmale in Husby sind alle Kulturdenkmale der schleswig-holsteinischen Gemeinde Husby (Kreis Schleswig-Flensburg) und ihrer Ortsteile aufgelistet (Stand: 10. März 2025).

## Legende
In den Spalten befinden sich folgende Informationen:
- Objekt-ID: die Nummer des Kulturdenkmales
- Lage: die Adresse des Kulturdenkmales und die geographischen Koordinaten. Kartenansicht, um Koordinaten zu setzen. In der Kartenansicht sind Kulturdenkmale ohne Koordinaten mit einem roten Marker dargestellt und können in der Karte gesetzt werden. Kulturdenkmale ohne Bild sind mit einem blauen Marker gekennzeichnet, Kulturdenkmale mit Bild mit einem grünen Marker.
- Offizielle Bezeichnung: Bezeichnung des Kulturdenkmales
- Beschreibung: die Beschreibung des Kulturdenkmales
- Bild: ein Bild des Kulturdenkmales

## Sachgesamtheiten
| Objekt-ID      | Lage                                      | Offizielle Bezeichnung | Beschreibung | Bild                             |
| -------------- | ----------------------------------------- | ---------------------- | --- | -------------------------------- |
| 40945 Wikidata | Kirchstraße (54° 45′ 46″ N, 9° 34′ 40″ O) | Kirche St. Vincentius  | Aktualisierung vorgesehen - Begründung: geschichtlich, künstlerisch, städtebaulich, Kulturlandschaft prägend - Schutzumfang: Kirche St. Vincentius mit Ausstattung, Kirchhof, Grabmale bis 1870, Granitmauer, Kirchhofspforten, Lindenkranz | weitere Fotos \| Fotos hochladen |

## Bauliche Anlagen
| Objekt-ID     | Lage                                               | Offizielle Bezeichnung                | Beschreibung | Bild                             |
| ------------- | -------------------------------------------------- | ------------------------------------- | --- | -------------------------------- |
| 2245 Wikidata | Dorfstraße 27 (54° 46′ 55″ N, 9° 34′ 38″ O)        | Wohnhaus                              | Alteintragung (Aktualisierung vorgesehen) Begründung: geschichtlich, städtebaulich Schutzumfang: gesamtes Objekt Denkmaltyp: Bauliche Anlage | Fotos hochladen                  |
| 2246 Wikidata | Dorfstraße 32 (54° 46′ 58″ N, 9° 34′ 38″ O)        | Wohn- und Wirtschaftsgebäude          | Wohn- und Wirtschaftsgebäude; 1844; eingeschossiger giebelständiger Backsteinbau auf Granitquadersockel mit reetgedecktem Halbwalmdach, straßenseitig Etanitdeckung, ehem. Wirtschaftsteil nach Osten mit flach bogenförmig übergiebeltem, heute vermauertem Querdielentor, Wohnteil mit Abnahmewohnung Begründung: geschichtlich, Kulturlandschaft prägend Schutzumfang: gesamtes Objekt Denkmaltyp: Bauliche Anlage | BW                               |
| 2253          | Flensburger Straße 8 (54° 45′ 51″ N, 9° 34′ 55″ O) | Wohnhaus                              | Wohnhaus; 1774, um 1900; ehem. Dorfkrug, traufständiger, eingeschossiger, elfachsiger Putzbau mit reetgedecktem Halbwalmdach und Knüppelfirst, zweigeschossiges Zwerchhaus mit schiefergedecktem Satteldach - Begründung: geschichtlich, städtebaulich, Kulturlandschaft prägend - Schutzumfang: Wohnhaus, - Denkmaltyp: Bauliche Anlage                                                                              | BW                               |
| 2258          | Hauptstraße 2 (54° 45′ 11″ N, 9° 35′ 38″ O)        | Wohnhaus                              | Wohnhaus; 1805; eingeschossiger giebelständiger Backsteinbau auf hohem Granitquadersockel mit reetgedecktem Halbwalmdach und Knüppelfirst, hofseitig aufwändig geschnitzte zweiflügelige Füllungstür mit schmaler Holz-Ädikula, rückwärtig kleiner Anbau - Begründung: geschichtlich, Kulturlandschaft prägend - Schutzumfang: gesamtes Objekt - Denkmaltyp: Bauliche Anlage                                          | BW                               |
| 2256 Wikidata | Hauptstraße 9 (54° 45′ 6″ N, 9° 32′ 56″ O)         | Wohnhaus                              | Angeliter Wohnhaus; 2. Hälfte 19. Jh.; eingeschossiger traufständiger Backsteinbau mit reetgedecktem Halbwalmdach und Knüppelfirst, dreiachsiger flach übergiebelter Frontgiebel mit geschweiften Wangen, Putzfeldern und reicher Pilastergliederung - Begründung: geschichtlich, künstlerisch, Kulturlandschaft prägend - Schutzumfang: gesamtes Objekt - Denkmaltyp: Bauliche Anlage                                | BW                               |
| 2255 Wikidata | Kappelner Straße 7 (54° 45′ 21″ N, 9° 36′ 47″ O)   | Wohnhaus                              | Wohnhaus; 1818; mächtiger eingeschossiger Putzbau auf Granitquadersockel mit reetgedecktem Halbwalmdach und Knüppelfirst, im Westen kleiner Eingangsvorbau aus jüngerer Zeit - Begründung: geschichtlich, Kulturlandschaft prägend - Schutzumfang: gesamtes Objekt - Denkmaltyp: Bauliche Anlage | BW                               |
| 2247 Wikidata | Kirchstraße (54° 45′ 46″ N, 9° 34′ 40″ O)          | Kirche St. Vincentius mit Ausstattung | Alteintragung (Aktualisierung vorgesehen) - Begründung: geschichtlich, künstlerisch, städtebaulich - Schutzumfang: gesamtes Objekt - Denkmaltyp: Bauliche Anlage, Sachgesamtheit: Kirche St. Vincentius | weitere Fotos \| Fotos hochladen |
| 2250 Wikidata | Zum Dorfteich (54° 46′ 4″ N, 9° 34′ 54″ O)         | Alte Schule                           | Alteintragung (Aktualisierung vorgesehen) - Begründung: geschichtlich, städtebaulich - Schutzumfang: gesamtes Objekt - Denkmaltyp: Bauliche Anlage | BW                               |
| 2799 Wikidata | Zum Dorfteich 12 (54° 46′ 8″ N, 9° 34′ 44″ O)      | Pastorat                              | Alteintragung (Aktualisierung vorgesehen) - Begründung: geschichtlich, städtebaulich - Schutzumfang: gesamtes Objekt - Denkmaltyp: Bauliche Anlage | Fotos hochladen                  |

## Gründenkmale
| Objekt-ID      | Lage                                      | Offizielle Bezeichnung | Beschreibung | Bild            |
| -------------- | ----------------------------------------- | ---------------------- | --- | --------------- |
| 23172 Wikidata | Kirchstraße (54° 45′ 46″ N, 9° 34′ 39″ O) | Kirchhof               | Alteintragung (Aktualisierung vorgesehen) - Begründung: geschichtlich, Kulturlandschaft prägend - Schutzumfang: Kirchhof, Grabmale bis 1870, Granitmauer, Kirchhofspforten, Lindenkranz - Denkmaltyp: Gründenkmal, Sachgesamtheit: Kirche St. Vincentius | Fotos hochladen |

## Quelle
- Liste der Kulturdenkmale in Schleswig-Holstein – Kreis Schleswig-Flensburg

- Karte mit allen Koordinaten:
- OSM |
- WikiMap